# Bernard Michalski
Bernard Michalski (ur. 9 sierpnia 1928 w Poznaniu, zm. 22 grudnia 2013 w Warszawie) – polski aktor teatralny i filmowy.

## Życiorys
W 1951 roku ukończył studia na PWST w Warszawie. Już jednak cztery lata wcześniej, bo 6 lutego 1947 roku miał miejsce jego debiut teatralny. Występował na scenach następujących teatrów:
- Teatr Polski w Poznaniu (1947)
- Teatr Wojska Polskiego w Łodzi (1949−1950)
- Teatr Dramatyczny w Szczecinie (1950−1951)
- Teatr Ateneum w Warszawie (1951−1952)
- Teatr Dramatyczny we Wrocławiu (1952−1955)
- Teatr Klasyczny w Warszawie (1955−1972)
- Teatr Studio w Warszawie (1972−1973)
- Teatr im. Jerzego Szaniawskiego w Płocku (1974−1978)
- Teatr Powszechny w Radomiu (1978−1979)
- Teatr Narodowy w Warszawie (1979−1990)

Został pochowany na Cmentarzu Junikowskim w Poznaniu (pole 6-1-8-5).

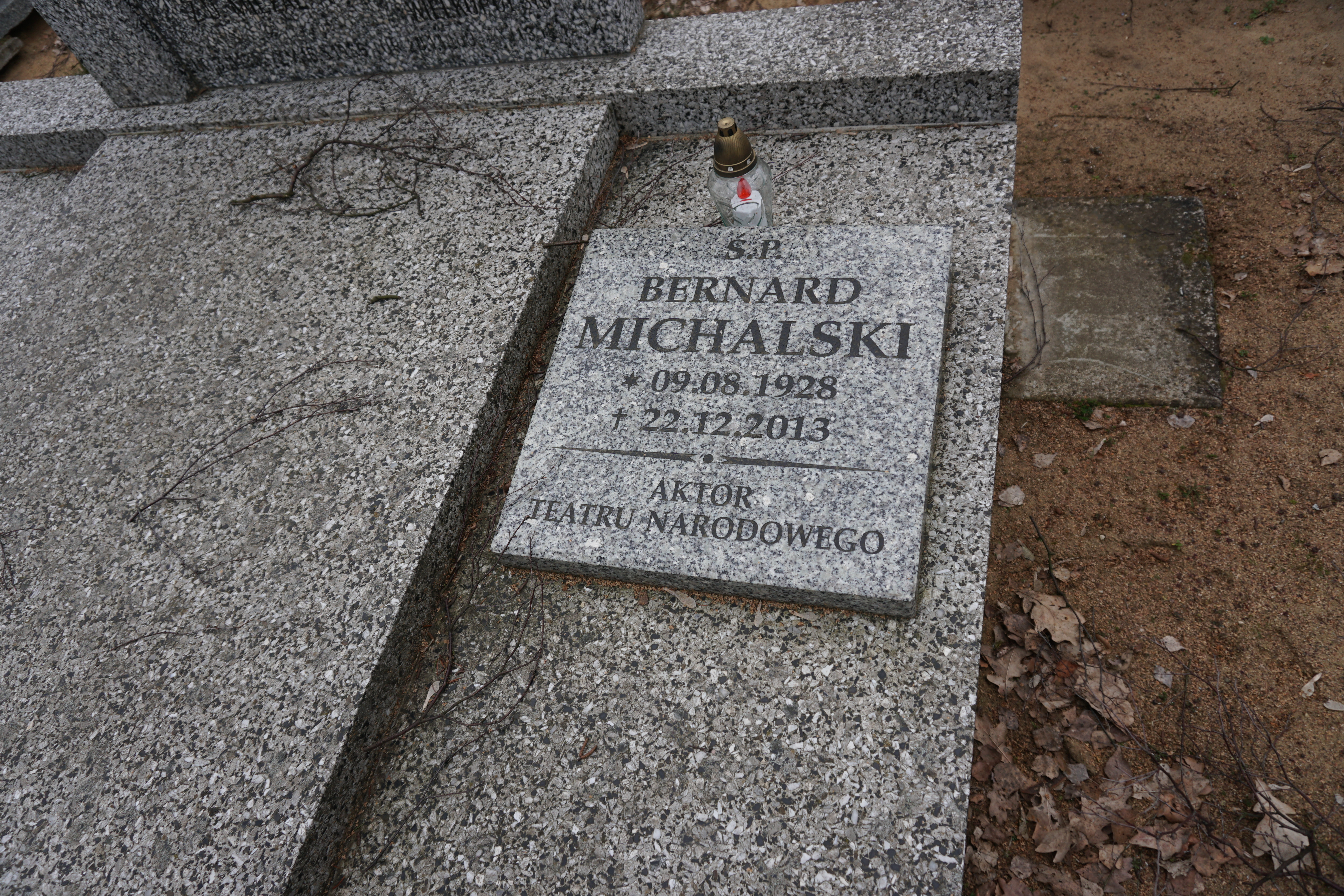
Fragment grobu Bernarda Michalskiego na Cmentarzu Junikowskim

## Filmografia
- 1955: Zaczarowany rower – Albin Wzorkiewicz, członek polskiego zespołu
- 1958: Zamach
- 1965: Lenin w Polsce
- 1968: Hasło Korn – Jan Bernard Olecki
- 1969: Dzień oczyszczenia – członek oddziału majora „Dziadka”
- 1969: Zbrodniarz, który ukradł zbrodnię
- 1971: Jeszcze słychać śpiew. I rżenie koni...
- 1973: Janosik – słowacki dziedzic (odc. 7 i 13)
- 1973: Zasieki
- 1974: Czterdziestolatek – brydżysta w klubie przyzakładowym (odc. 5)
- 1974: Gniazdo – woj Mieszka
- 1975: Jarosław Dąbrowski
- 1977: Znak orła – Paweł, kasztelan łęczycki, ojciec Agnieszki
- 1980: Nic nie stoi na przeszkodzie – kierownik lotniska
- 1981: Był jazz – ojciec Witka
- 1984: Lato leśnych ludzi – ojciec Justyny (odc. 5)
- 1985: Żuraw i czapla – dyrektor liceum Marcina
- 1986: Tulipan – oficer milicji przesłuchujący „Tulipana” (odc. 3)
- 1986: Zmiennicy – prokurator (odc. 13 i 14)
- 2001: Marszałek Piłsudski (odc. 7)
- 2001–2002: Marzenia do spełnienia
- 2001: Plebania – duch Eugeniusza Prokopiuka, męża Marceliny (odc. 52)

## Odznaczenia
- Złoty Krzyż Zasługi
- Odznaka „Zasłużony Działacz Kultury” (1976)